# Carlos Alberto Gambarotto
Carlos Alberto Gambarotto ( São Paulo, 7 de dezembro de 1893 - Campos do Jordão, 17 de março de 1944), conhecido como Gambarotta, foi um futebolista Ítalo-brasileiro, ídolo do Corinthians. Atuava como centroavante.

## Carreira
A Família Gambarotto faz parte da história do Corinthians. Os "Irmãos Gambarotto" Carlos Alberto Gambarotto (Gambarotta), Ítalo Gambarotto (Ítalo), Guido Gambarotto (Gambinha) e Leone Gambarotto (Leone), foram jogadores que marcaram época e se tornaram ídolos do Corinthians Paulista, nas décadas de 1920 e 1930.

### Corinthians
Após iniciar a sua carreira no pequeno Ítalo Foot Ball Club, clube paulistano formado por ítalo-brasileiros, Gambarotta chamou a atenção: do Corinthians e do Palestra (atual Palmeiras), que na época já eram rivais, e disputaram o passe do jogador.
Gambarotta decidiu ir para o alvinegro, e o clube não só levou a melhor sobre o rival, como também acabara de obter a posse de um dos grandes ídolos do Corinthians na década de 20.
Alto, forte, porém ágil dentro da área, Gambarotta foi um grande goleador, chegou a receber o apelido de Artilheiro do centenário. Conquistou não apenas o título, mas também a artilharia do Campeonato Paulista de Futebol de 1922, com 19 gols. Este torneio foi conquistado em pleno ano do centenário da Independência do Brasil, em 1922. Entre 1919 e 1928 (tempo em que atuou pelo Corinthians) realizou 180 jogos e marcou 81 gols.

### Seleção Brasileira
Gambarotta também conquistou destaque na Seleção Brasileira. Gambarotta e os demais convocados foram campeão do Campeonato Sul-Americano de Futebol de 1922, hoje denominada Copa América, na segunda conquista da história da Seleção Brasileira.

### Bahia
Já veterano, mudou-se para Salvador, na Bahia, onde em 1931 ajudou a fundar o Esporte Clube Bahia, um dos maiores clubes do Nordeste Brasileiro. Diz a história, que a adoção do escudo do clube soteropolitano, com a bandeira do Estado da Bahia no centro do distintivo (similar ao do Corinthians), foi sugestão de Gambarotta.

## Morte
Gambarotta faleceu em 17 de março de 1944 na Serra da Mantiqueira, na cidade de Campos do Jordão, em São Paulo.

## Títulos
Corinthians
- Campeonato Paulista: 1922, 1923, 1924,1928

 Bahia
- Torneio Início: 1931, 1932
- Campeonato Baiano: 1931

## Artilharia
Seleção Brasileira
- Copa Roca: 2 gols - 1922

 Corinthians
- Campeonato Paulista: 19 gols - 1922